# 劇場版 超人力霸王捷德 連繫起來！ 願望！！
《劇場版 超人力霸王捷德 連繫起來！ 願望！！》（日语：劇場版 ウルトラマンジード つなぐぜ!願い!!），是日本特攝節目《超人力霸王捷德》的劇場版。日本地區於2018年3月10日上映，中國大陸地區亦於愛奇藝上播出。

## 故事概要
企图抹杀全宇宙的知性生命体的巨大人工头脑“吉尔巴里斯”，与加拉德隆军团正在向地球逼近当中。在连奥特战士的光之力量都无法与其抗衡的强敌面前，跨越命运的捷德奥特曼挺身而出！在将地球数据化抹去这一危机面前，欧布奥特曼，伽古拉以及赛罗奥特曼及时赶到。朝仓陆从伽古拉那边得知，吉尔巴里斯是为了【赤红之钢】而向着地球而来，其线索就在南洋的公园——冲绳。在冲绳与朝仓陆相见的是克西亚人比嘉爱琉，她看到了小陆就是奥特曼，并托付了他重大的使命。背负守护地球命运感到不安的小陆面前，红凯作为前辈给了他建议。
另一边，加拉德隆军团为了夺得【赤红之钢】而向冲绳发起了攻击，捷德等奥特曼开始与加拉德隆军团交战，但由于对自己的使命感到不安，急躁行动的捷德使奥特曼们遇到了危机。在后面小陆的热切意志下，“信念”之力使捷德得到了进化，捷德奥特曼的究极进化形态“究极最终”觉醒！使用最强武器·千兆最终升华器奋勇向前

## 登場人物

### 電影版登場人物
比嘉愛琉
飾演者：本假屋唯香
劇場版登場角色，在沖繩開了間戶外活動的教室，崇向野外生態的女子。向小陸等人介紹了關於島上的歷史和傳說。
真實身份是因為失去了故鄉，在太古時期克西亞人就逃來地球的克西亞星人「愛琉·薩德爾納」。 : 為了與能使用「赤之鋼」的戰士相遇，在漫長的時光中一人獨自生活。
布朗·薩德爾納
飾演者：宍戸開
愛琉·薩德爾納的父親。 克西亞行星的科學家，當初在面對加拉德隆的追逐時，為了保護女兒和赤之鋼而犧牲了。
其演員宍戸開在過去曾飾演《超人力霸王馬克斯》的土方茂隊長。
賈基星人艾倫
飾演者：A貨成龍
劇場版登場角色，潛伏在地球上的宇宙人。
在沖繩的宇宙人之街中生活著，對於武術很有心得。由於在地球和宇宙周圍有著大量的客戶，並在整個宇宙中購買和銷售著各種情報。
在輸出情報的同時，最後還會收到大量的情報費用。

## 本作登場的超人力霸王、英雄

### 超人力霸王捷德
人間體： 朝倉陸 （替身演員：、聲：濱田龍臣） 
原文： / Ultraman Geed

### 超人力霸王傑洛
人間體： 伊賀栗令人 （替身演員：、聲：宮野真守）
原文： / Ultraman 

### 超人力霸王歐布
人間體： 紅凱 （替身演員：、CV：石黒英雄） 
原文： / Ultraman Orb

### 其他登場的超人力霸王

#### 佐菲
人間體： - （替身演員：、CV：田中秀幸） 
原文： / Zoffy

#### 超人力霸王之母
人間體： - （替身演員：、CV：池田昌子） 
原文： / Mother of Ultra

#### 超人力霸王之父
人間體： - （替身演員：、CV：西岡德馬） 
原文： / Father of Ultra

### 其他登場的英雄

#### 無幻魔人 札古拉斯・札古拉
人間體： 札古拉斯・札古拉 （替身演員：、CV：青柳尊哉） 
原文： / Jugglus Juggler

## 本作登場怪獸、宇宙人

### 第九地区中宇宙人之街中的宇宙人
- 诱拐怪人 凯姆尔人
- 暗杀宇宙人 纳克尔星人
- 昆虫宇宙人 库卡拉奇星人
- 侵略宇宙人 诺尔瓦星云人
- 黑暗星人 夏普雷星人
- 杀戮宇宙人 修布纳斯
- 植物宇宙人 鲁夫鲁
- 电波怪人 雷裘姆人
- 宇宙帝王 巴德星人
- 铁牛星人 多鲁茨库星人
- 宇宙野人 罗瓦索人
- 宇宙鬼 葛玛哈星人
- 刚力怪人 达拉达
- 迦鲁梅斯人
- 多比尔星人
- 魔界人 玛古多姆

### 圣獸
古库尔西萨（グクルツーサー）
- 身长：50米
- 体重：43000吨
- 从太古时期起就看守着冲绳的大自然及生命体的狮子守护圣兽，一旦有外敌来攻击冲绳就会前去战斗，守护着冲绳和赤红之钢。原为石像状态，因爱琉的愿望而苏醒，与奥特曼们一起抵御来自吉尔巴里斯的威胁。以自己锐利的爪子作为武器。

### 怪獸
加拉德隆MK2
- 加拉德隆在被吉尔巴里斯改造强化后的新型号，听命于人造智慧头脑吉尔巴里斯，是由许多个体组成的一支军团。外表及特征与以往的普通加拉德隆完全不同，头部和身体也有很大差异，手臂装载的武器也是相反的，手臂能够发出光线，两个手臂上都装备着小型的斧刃。头部后面的加拉德隆之轴变成了杀伤力更强的加拉德隆之斧，在战斗时会用右手拿下来然后攻击敌人，身上也装备了多件武器，攻击力和防御力也增加了数倍。实力之强连捷德尊皇形态也无法战胜，被毁灭爆裂击败。

加拉德隆
- 和加拉德隆MK2一起被吉尔巴里斯送到地球上来，受想夺得赤红之钢的吉尔巴里斯的命令后开始攻击冲绳，后与伽古拉交战。

吉尔巴里斯
- 是为了宇宙中的永恒和平而制造的人造大脑，也是拥有大量加拉德隆的吉尔巴里斯军团的顶端者的存在。认为地球对于宇宙和平来说是不需要的东西，因为地球上的人类是邪恶的，所以便把加拉德隆MK-2型和加拉德隆送到了地球上把邪恶的智慧生命体也就是人类都消灭掉，对地球进行破坏打算重置一切。除了地球重置外，它还有一个目的，那就是夺得“赤红之钢”，追求着赤之钢的它利用了血眼寻找后发现了赤红之钢的线索在冲绳，所以便让加拉德隆军团对冲绳发起了攻击，和捷德奥特曼究极最终，欧布奥特曼三位一体，赛罗奥特曼超限战斗。

## 樂曲

### 主題曲
「絆∞Infinity」
演唱 - May J.
作詞 - 森雪之丞
作曲 - 堀向彦輝
編曲 - 大島こうすけ

## 演員表

### 主要演員
- 朝倉陸 - 濱田龍臣
- 比嘉愛琉 - 本假屋唯香
- 紅凱 - 石黒英雄
- 札古拉斯・札古拉 - 青柳尊哉

重要角色
- 鳥羽來葉 - 山本千尋（日语：山本千尋）
- 愛崎摩亞 - 長谷川眞優（日语：長谷川眞優）
- 伊賀栗令人 - 小澤雄太
- 夏多星人賽納（人類型態）- 岩田栄慶（日语：岩田栄慶）

其他角色
- 比嘉愛琉（童年） - 志水透哉
- 布朗·薩德爾納 - 宍戸開（日语：宍戸開）
- 賈基星人艾倫 - - A貨成龍（日语：ジャッキーちゃん）
- 「MJ加利利」調酒師 - 加瀬信行（日语：加瀬信行）
- 女記者 -川合千里
- 學者 - 岡田謙
- 祈禱的人 - 横山克桂、宮里弘美、谷聖子
- 伏井出圭（回想） - 渡邊邦斗（日语：渡邊邦斗）

### 聲演
- 貝加薩星人貝加- 潘惠美
- 蕾姆 - 三森鈴子
- 夏多星人賽納（聲演） - 浅沼晋太郎
- 超人力霸王傑洛 - 宮野真守
- 暗殺宇宙人納克星人 -岸哲生（日语：岸哲生い）
- 雷丘姆星人 - 金子はりい（日语：金子はりい）
- 吉爾巴里斯 - 小西克幸
- 鏡子騎士 - 緑川光
- 詹伯特 - 神谷浩史
- 紅蓮火焰 - 関智一
- 詹奈 - 入野自由
- 佐菲 - 田中秀幸
- 超人力霸王之母 - 池田昌子
- 超人力霸王之父 - 西岡德馬（日语：西岡德馬）

## 製作人員
導演 - 坂本浩一

劇本 - 根元歲三

 劇本協力 - 安達寛高

監修 - 大岡新一

主製作人 - 北浦嗣巳

 製作人 - 鶴田幸伸

攝影 - 新井毅

照明 - 武山弘道

錄音 - 藤丸和徳

美術 - 木場太郎

编辑 - 矢船陽介

動作指導 - 寺井大介

角色分配 - 空閑由美子、島田和正

 VFX - 三輪智章

音樂 作曲、編曲- 川井憲次

制作支援 - 沖繩縣

攝影協力 - OCVB OKINAWA

製作 - 劇場版超人力霸王捷德製作委員會

配給 - 松竹媒體事業部

## 外部連結
- 《超人力霸王捷德》劇場版官方網站 （页面存档备份，存于）（日語）